# Celta

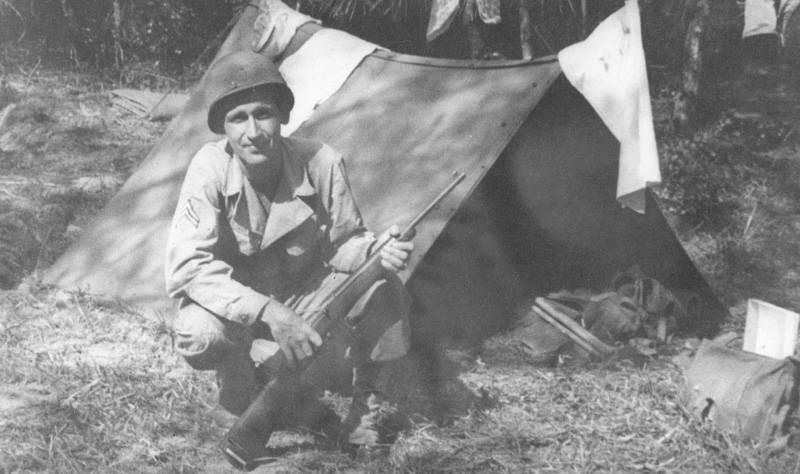
Voják za 2. světové války u přístřešku ze 2 celt.

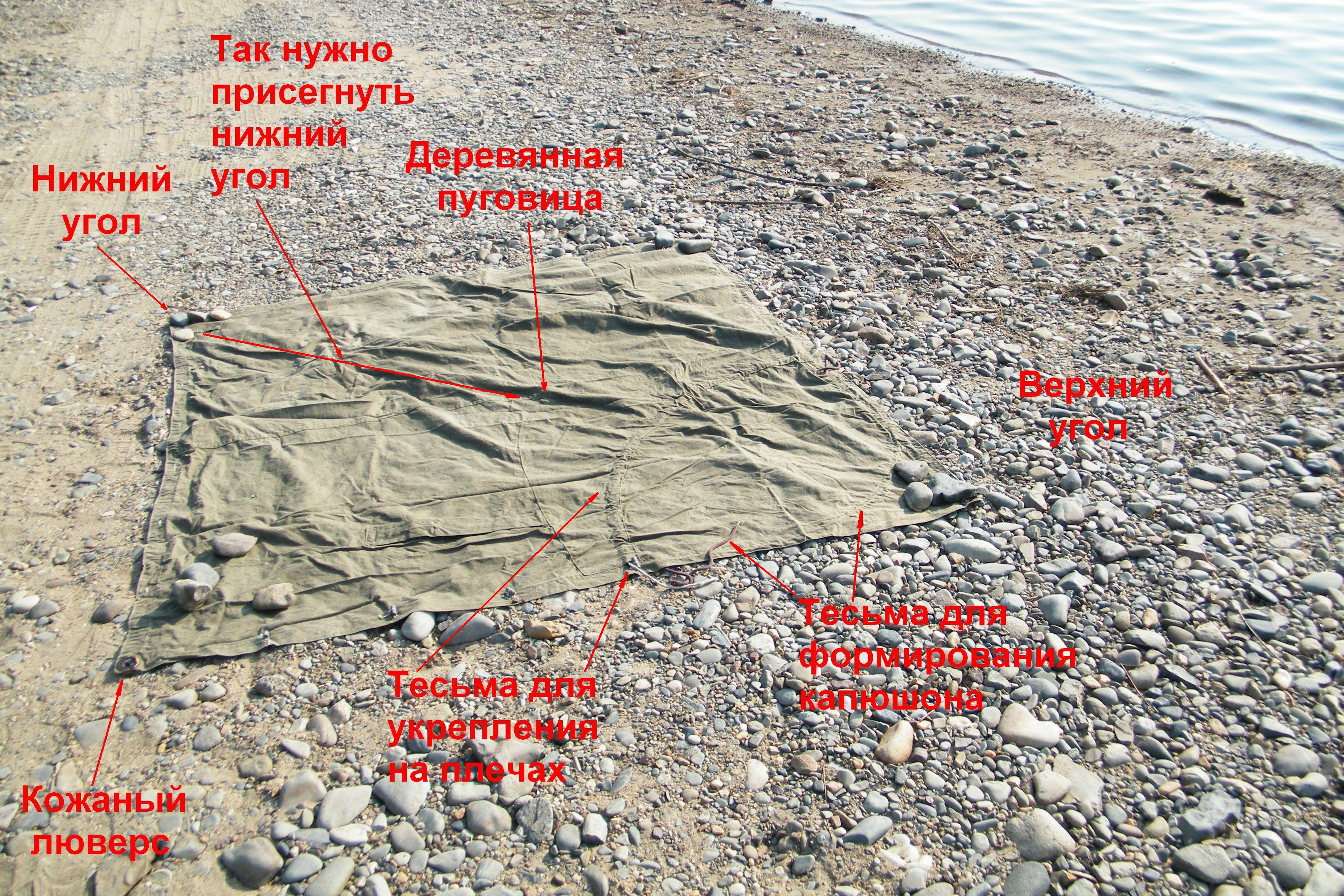
vojenská celta

Celta (z němčiny Zeltteil) neboli stanový dílec je nepromokavá plachta normovaných rozměrů, z níž se spojením s dalšími celtami dá postavit stan. Její barva je zpravidla zelená, khaki nebo maskáčovým vzorem (nepravidelné skvrny nebo vzor jehličí). Jednotlivé celty se spojují pomocí olivek. Délka celty bývá kolem 180 cm, tvar je nejčastěji čtverec, obdélník či kosočtverec. V závislosti na tvaru celt lze spojením 2 celt postavit stan ve tvaru áčka nebo jehlanu. Používají se ke stavbě nouzových přístřešků i jako maskovací vybavení. Celty bývají také uzpůsobeny k nošení jako pláštěnka. Používá se v armádě, ale také ve skautském hnutí, u trampů a podobně. 